# Isabel Rábago
María Isabel Rábago Ríos (Ferrol, La Coruña, 2 de abril de 1974), conocida como Isabel Rábago, es una periodista, colaboradora de televisión y abogada. 

## Biografía
De familia cántabra, nació por accidente en Ferrol y creció desde muy joven en El Astillero. En 1993 fue coronada como Miss Cantabria, honor que ostentó ese año en la edición del certamen Miss España. Empezó su andadura periodística en la Agencia Korpa, aunque poco tiempo después comenzó a colaborar y presentar varios programas de corazón y actualidad en diversos medios de comunicación: TVE, Telemadrid, Telecinco o Antena 3. Además ha trabajado para medios de prensa escrita como ¡Qué me dices! o El Mundo. Aparte de su faceta profesional en los medios de comunicación, también ha trabajado como escritora. Es autora de dos libros: Las últimas cortesanas y La Pantoja, Julián & CIA: asalto a Marbella.
En 2015 participa en Supervivientes, siendo la tercera expulsada tras 28 días en la isla. Desde entonces, ha trabajado en diversos programas de Mediaset España como Ya es mediodía, Viva la vida o La casa fuerte.
En 2018 se incorpora a la política como responsable de Comunicación y Medios en el Partido Popular de Madrid, formando parte de la Vicesecretaría de Comunicación dirigida por Isabel Díaz Ayuso y siendo la encargada de llevar la relación con los medios. En el puesto, se mantuvo hasta octubre de 2019. En septiembre de 2021 fichó como concursante de Secret Story: La casa de los secretos.
El 3 de enero de 2025 se publica su despido de Telecinco, por lo que deja sus colaboraciones en la cadena.
El 5 de mayo de 2025, tras 4 meses apartada de la televisión regresa a Antena 3 como colaboradora habitual de los programas Espejo público, en el que ya había trabajado entre los años 2014 y 2015, e Y ahora Sonsoles.

## Trayectoria televisiva
| Año                      | Título                                   | Cadena     | Notas                       |
| ------------------------ | ---------------------------------------- | ---------- | --------------------------- |
| 2007-2008                | A 3 bandas                               | Antena 3   | Colaboradora                |
| 2009-2010                | Tal cual lo contamos                     | Antena 3   | Colaboradora y presentadora |
| 2010-2011                | Enemigos íntimos                         | Telecinco  | Colaboradora                |
| 2011-2013                | Materia reservada                        | Telecinco  | Colaboradora                |
| 2012-2015; 2022-2023     | El programa de Ana Rosa                  | Telecinco  | Colaboradora                |
| 2012-2015; 2022-2023     | El programa del verano                   | Telecinco  | Colaboradora                |
| 2012                     | Vuélveme loca                            | Telecinco  | Colaboradora                |
| 2013-2014                | Abre los ojos y mira                     | Telecinco  | Colaboradora                |
| 2014                     | Sálvame Deluxe                           | Telecinco  | Colaboradora                |
| 2014                     | T con T                                  | La 1       | Colaboradora                |
| 2014-2015; 2025-presente | Espejo público                           | Antena 3   | Colaboradora                |
| 2015                     | Supervivientes 2015                      | Telecinco  | Concursante, 3.ª expulsada  |
| 2015                     | Pasaporte a la isla                      | Telecinco  | Jurado                      |
| 2015-2017                | ¡Qué tiempo tan feliz!                   | Telecinco  | Colaboradora                |
| 2016-2019                | La mañana                                | La 1       | Colaboradora                |
| 2016                     | Supervivientes: Conexión Honduras        | Telecinco  | Colaboradora                |
| 2017-2022                | Viva la vida                             | Telecinco  | Colaboradora                |
| 2018                     | Buenos días, Madrid                      | Telemadrid | Colaboradora                |
| 2018-2023                | Ya es mediodía                           | Telecinco  | Colaboradora                |
| 2020                     | La casa fuerte                           | Telecinco  | Colaboradora                |
| 2021                     | Rocío, contar la verdad para seguir viva | Telecinco  | Colaboradora                |
| 2021                     | Secret Story: la casa de los secretos    | Telecinco  | Concursante, 10.ª expulsada |
| 2021-2022                | Ya son las ocho                          | Telecinco  | Colaboradora                |
| 2022                     | Montealto: Regreso a la casa             | Telecinco  | Colaboradora                |
| 2022                     | Sálvame                                  | Telecinco  | Colaboradora invitada       |
| 2022                     | En el nombre de Rocío                    | Telecinco  | Colaboradora                |
| 2022-2024                | Cuatro al día                            | Cuatro     | Colaboradora                |
| 2023                     | La última noche                          | Telecinco  | Colaboradora                |
| 2023                     | Así es la vida                           | Telecinco  | Colaboradora                |
| 2023-2024                | Vamos a ver                              | Telecinco  | Colaboradora                |
| 2024                     | Vamos a ver verano                       | Telecinco  | Colaboradora                |
| 2024                     | TardeAR                                  | Telecinco  | Colaboradora                |
| 2024                     | Bárbara Rey, mi verdad                   | Telecinco  | Colaboradora                |
| 2025-presente            | Y ahora Sonsoles                         | Antena 3   | Colaboradora                |

## Libros publicados
- Rábago, Isabel (2006). La Pantoja, Julián & Cía: asalto a Marbella. Espejo de Tinta. p. 190. ISBN 8496280748.
- Rábago, Isabel (2007). Las últimas cortesanas. Espejo de Tinta. p. 352. ISBN 8496892123.